# Terinos lucilla
Terinos lucilla är en fjärilsart som beskrevs av Butler. Terinos lucilla ingår i släktet Terinos och familjen praktfjärilar. Inga underarter finns listade i Catalogue of Life.